# Aulnay-sous-Bois
Aulnay-sous-Bois là một xã trong vùng đô thị Paris, thuộc tỉnh Seine-Saint-Denis, vùng hành chính Île-de-France của nước Pháp, có dân số là 80.700 người (thời điểm 2004).

## Thông tin nhân khẩu
| 1962   | 1968   | 1975   | 1982   | 1990   | 1999   |
| ------ | ------ | ------ | ------ | ------ | ------ |
| 47 507 | 61 521 | 78 137 | 75 996 | 82 314 | 80 021 |

## Những người con của thành phố
- Jean-Claude Abrioux, chính trị gia